# Thomas Tomkins
Thomas Tomkins (1572-1656) fou un compositor anglès del Renaixement.
A principis de la dècada del 1600, en el primers passos de la seva carrera, Tomkins fou membre del cercle de la Capella Reial, que incloïa al seu mestre William Byrd i a Orlando Gibbons. Entre els deixebles que va tenir s'hi compta a Albertus Bryne, que més tard el succeiria com a organista d'aquella Capella reial; allí va compondre antífones, madrigals i música de cambra amb una coherència que a penes pot comparar-se amb la laboriositat de Thomas Tallys i Byrd o la brillantor de Gibbons, però que revela la seva diligència i llur habilitat musical.

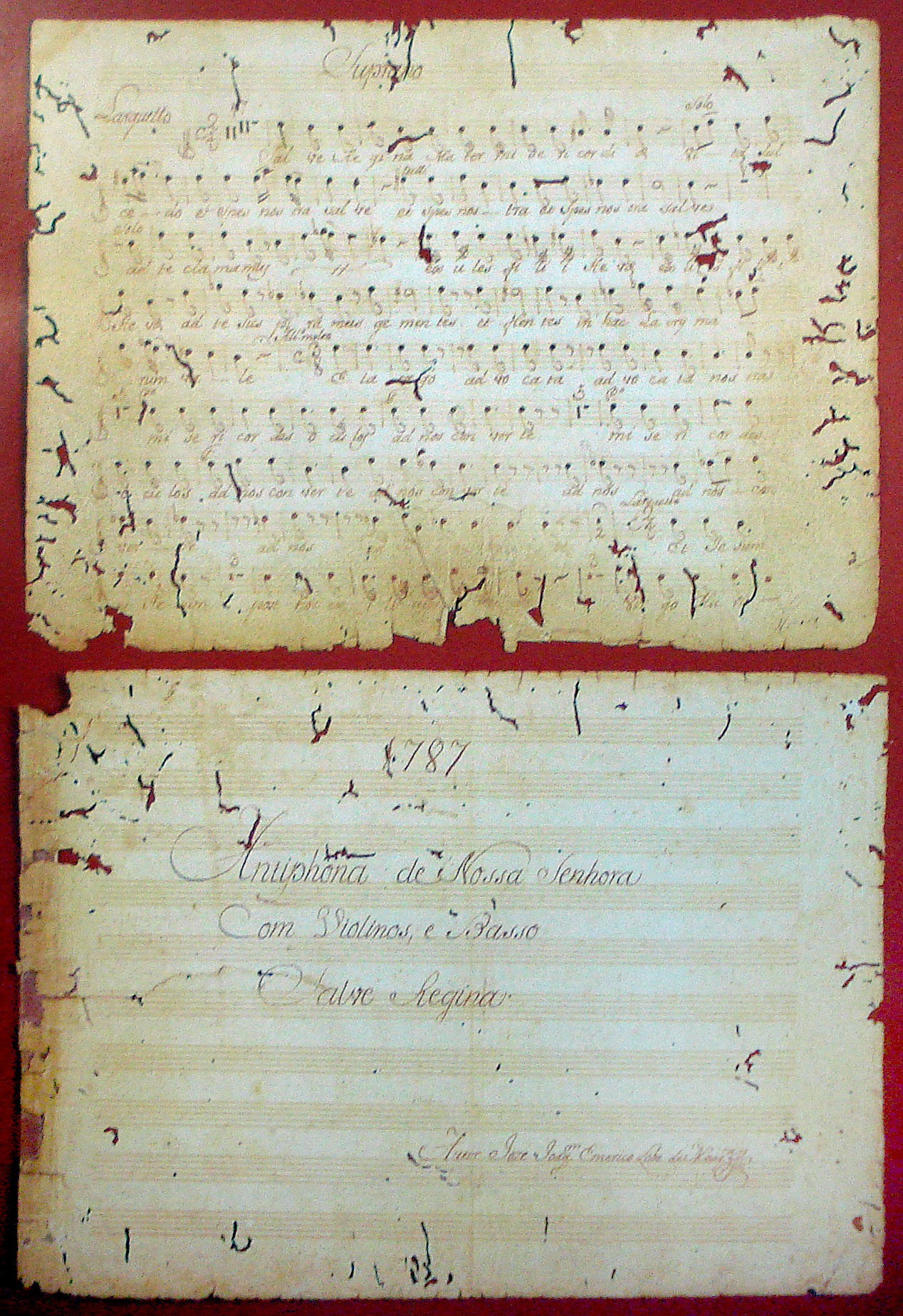
Manuscrit d'una antiga Antífona

Tomkins i el seu coetani Thomas Weelkes arranjaven sovint el mateix text, i Tomkins destacava per llur contenció. When David Heard és l'antífona més coneguda dels dos compositors, dues de les nombroses manifestacions públiques de dolor per la mort prematura del príncep Enric el 1612. Si bé Weelkes es decanta pel patetisme, Tomkins construeix un extens passatge d'una imitació d'un sospir a Would God I Had Die For Thee, que en llur obra només poden superar Arise, O Lord, into Thy Resting Place i Almighty God, the Fountain of All Wisdom. La primera evidència un domini de la cadència expressiva que recorda a Jean Sibelius, sobretot en la lenta i expansiva reducció de to a Tum Not Thy Face from Me.